# 古希腊科技
古希臘科技在公元前5世紀以前所未有的速度發展，一直持續到包括羅馬時期及其後。有記載的古希臘人的發明，包括齒輪，螺紋，旋轉廠，螺旋壓力機，青銅鑄造技術，水脈，水的器官，扭轉彈射器，蒸汽使用的一些實驗操作的機器和玩具，也找到一些圖表素數。許多發明後期發生在希臘時期，通常是受到在戰爭中的武器和戰術的啟發。他們把測量和數學推到了先進的水平，也出了很多英雄，包括哲學家阿基米德。

## 水處理技術
許多現代科技成果的基礎之一，包括水資源。古希腊人建設了輸水管供水，雨水和污水的污水收集系統，防洪和排水，建造和使用的噴泉，浴缸和其他的衛生和煉獄設施的，甚至康樂用途的水。

## 古希腊科技
| 科技     | 時間          | 描述                                                                  |
| -------- | ------------- | --------------------------------------------------------------------- |
| 製圖法   | 約公元前600年 | 阿那克西曼德開發了第一幅地理地圖。                                    |
| 桁架屋頂 | 公元前550年   | 見希臘羅馬屋頂名單                                                    |
| 彈子鎖   | 約公元前5世紀 | 彈子鎖，以及其他品種，在公元前5世紀被引入到希臘。                     |
| 弩       | 約公元前5世紀 | 希臘人使用的手持弩稱為gastraphetes。                                  |
| 星盤     | 約公元前300年 | 首先用於公元前約200年。用於幫助希臘的天文學家確定物體在天空中的高度。 |
| 運河鎖   | 約公元前3世紀 | 由托勒密二世命令置於古蘇伊士運河（公元前283-246年）                   |
| 燈塔     | 約公元前3世紀 | 亞歷山大燈塔由索斯特拉特設計和建造。                                  |